# Sitio de Khe Sanh
El sitio de Khe Sanh o batalla de Khe Sanh (21 de enero - 9 de julio de 1968) se llevó a cabo en el área de Khe Sanh, en el noroeste de la provincia de Quảng Trị, República de Vietnam (Vietnam del Sur), durante la Guerra de Vietnam. Las principales fuerzas estadounidenses que defendían la Base de Combate de Khe Sanh (KSCB) eran dos regimientos del Cuerpo de Marines de los Estados Unidos apoyados por elementos del Ejército de los Estados Unidos, la Fuerza Aérea de los Estados Unidos (USAF) y la Real Fuerza Aérea Australiana (RAAF), así como un pequeño número de tropas del Ejército de la República de Vietnam (ERVN). Estos se enfrentaron a dos o tres elementos del tamaño de una división del Ejército Popular de Vietnam (EPV) de Vietnam del Norte.
El mando estadounidense en Saigón creyó inicialmente que las operaciones de combate en torno a la KSCB durante 1967 formaban parte de una serie de pequeñas ofensivas del EPV en las regiones fronterizas, pero cuando se descubrió que el EPV estaba trasladando fuerzas importantes a la zona, se reforzó la fuerza estadounidense en la KSCB. El 21 de enero de 1968, el EPV rodeó y sitió la base de los marines. En los cinco meses siguientes, la KSCB y los puestos de avanzada en las colinas que la rodeaban fueron objeto de ataques diarios de artillería, morteros y cohetes del EPV, y de varios asaltos de infantería. Más de 274 soldados estadounidenses murieron y más de 2.500 resultaron heridos.
Para apoyar la base de los marines, la USAF emprendió la Operación Niágara, una campaña masiva de bombardeos aéreos. En los primeros tres meses, más de 114.810 toneladas de bombas fueron lanzadas por aviones estadounidenses y aliados y se dispararon más de 158.900 proyectiles de artillería en defensa de la base. Las fuerzas estadounidenses perdieron un KC-130, tres C-123 y 35 helicópteros, mientras que 23 aviones y 123 helicópteros resultaron dañados. A lo largo de la campaña, las fuerzas estadounidenses utilizaron la última tecnología para localizar y apuntar a las fuerzas del EPV, e innovaciones logísticas para apoyar la base.
En marzo de 1968, un grupo de trabajo combinado de la Infantería de Marina, el Ejército y el ERVN lanzó una expedición de socorro por tierra (Operación Pegasus) que finalmente llegó hasta los Marines en Khe Sanh.
Los comandantes estadounidenses consideraron que la defensa de Khe Sanh había sido un éxito, pero poco después de que se levantara el asedio decidieron desmantelar la base en lugar de arriesgarse a que se produjeran batallas similares en el futuro. El 19 de junio de 1968 comenzó la evacuación y destrucción de la KSCB. En medio de un intenso bombardeo, los marines intentaron salvar lo que pudieron antes de destruir lo que quedaba mientras eran evacuados. Los ataques menores continuaron antes de que la base fuera cerrada oficialmente el 5 de julio. Sin embargo, los marines permanecieron alrededor de la colina 689 y los combates en las inmediaciones continuaron hasta el 11 de julio, cuando finalmente se retiraron, lo que puso fin a la batalla.
Después de las consecuencias, los norvietnamitas proclamaron la victoria en Khe Sanh, mientras que las fuerzas estadounidenses afirmaron que se habían retirado, ya que la base ya no era necesaria. Los historiadores han observado que la batalla de Khe Sanh puede haber distraído la atención de los estadounidenses y los vietnamitas del sur de la concentración de fuerzas del Viet Cong (VC) en el sur antes de la Ofensiva del Tet de principios de 1968. Sin embargo, el comandante estadounidense durante la batalla, el general William Westmoreland, sostuvo que la verdadera intención del Tet era distraer a las fuerzas de Khe Sanh.

## La supuesta importancia de la base
La base aérea de Khe Sanh se consideraba fundamental para poder atacar a las unidades del EVN que se infiltraban por la Ruta Ho Chi Minh, así como para proteger la retaguardia de la Zona Desmilitarizada.
Se hallaba situada en una meseta al final —o al principio, según el punto de referencia— de un valle considerado de los más bellos del sureste asiático, rodeado de colinas pobladas con selvas frondosas, donde la niebla flotaba con facilidad. Esta orografía no permitía la construcción de muchas carreteras, y las pocas que había eran fácilmente controlables desde la meseta central.
Junto con Lang Vei, eran las dos cuñas que podían detener la entrada de armas, suministros y hombres a esa parte de Vietnam del Sur.
Por sus especiales características, el general William Westmoreland la consideró de vital importancia desde muy pronto, razón por la cual fue preparada una pista de aterrizaje de varios kilómetros, un emplazamiento para varias piezas de artillería de 155 mm y otro para morteros de 107 mm; además estaba dentro del radio de alcance de los obuses de 175 mm, situados más hacia el interior.
En cuestión de medios aéreos, los estadounidenses dotaron a Khe Sanh de numerosos hangares para helicópteros, la gran pista anteriormente citada y aviones de distintos tonelajes. También se la equipó con un polvorín para varias toneladas de munición y depósitos de combustible.

## Los preparativos

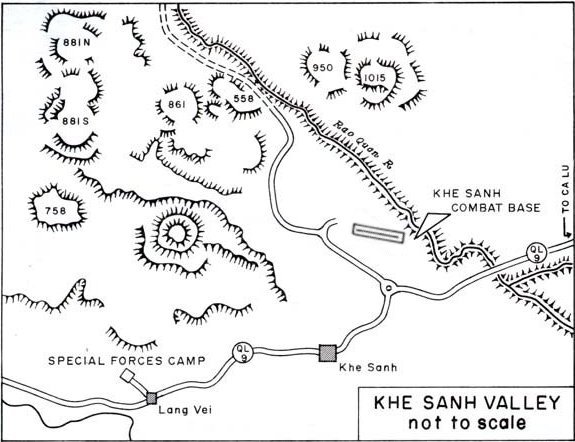
La base de Khe Sanh cerraba el valle y dominaba las comunicaciones con la frontera de Laos.

A mediados de 1967, el Politburó de Vietnam del Norte preparaba la Ofensiva del Tet y como maniobra de distracción o apoyo a la misma, no se sabe muy bien, decidieron intentar la toma de la base.
Desde agosto hasta enero Vo Nguyen Giap comenzó a acumular tropas y pertrechos en los alrededores de la posición estadounidenses enviados por la Ruta Ho Chi Minh. Llegando a estacionar dos divisiones, además de los efectivos que el Viet Cong aportó a la operación, más varias decenas de piezas de artillería y tanques. 
En principio la situación no era igual a la vivida en 1954, cuando Giap en situación similar, derrotó decisivamente al ejército colonial francés en Điện Biên Phủ, porque ahora los vietnamitas están en inferioridad de efectivos y artillería, cosa que sabían; restando argumentos a los que opinan que el objetivo de Giap era repetir el éxito contra los franceses. Pero tampoco Khe Sanh está situada en un apartado valle de una apartada provincia como en la década anterior, era una posición más o menos estratégica en una zona de gran importancia para las infiltraciones de Norte, lo que hace pensar que quizá el objetivo del EVN era tomarla (en 1974 se reabrió para contribuir a la Ofensiva de Primavera).
Por su parte Estados Unidos tenía desplazados a la base algo más de una división; pero en el transcurso de la batalla llegarían a ser entre 15 000 y 30 000 hombres, incluyendo el apoyo aéreo, los refuerzos enviados en la Operación Pegasus y el personal de logística.

## Desarrollo

### El oficial desertor

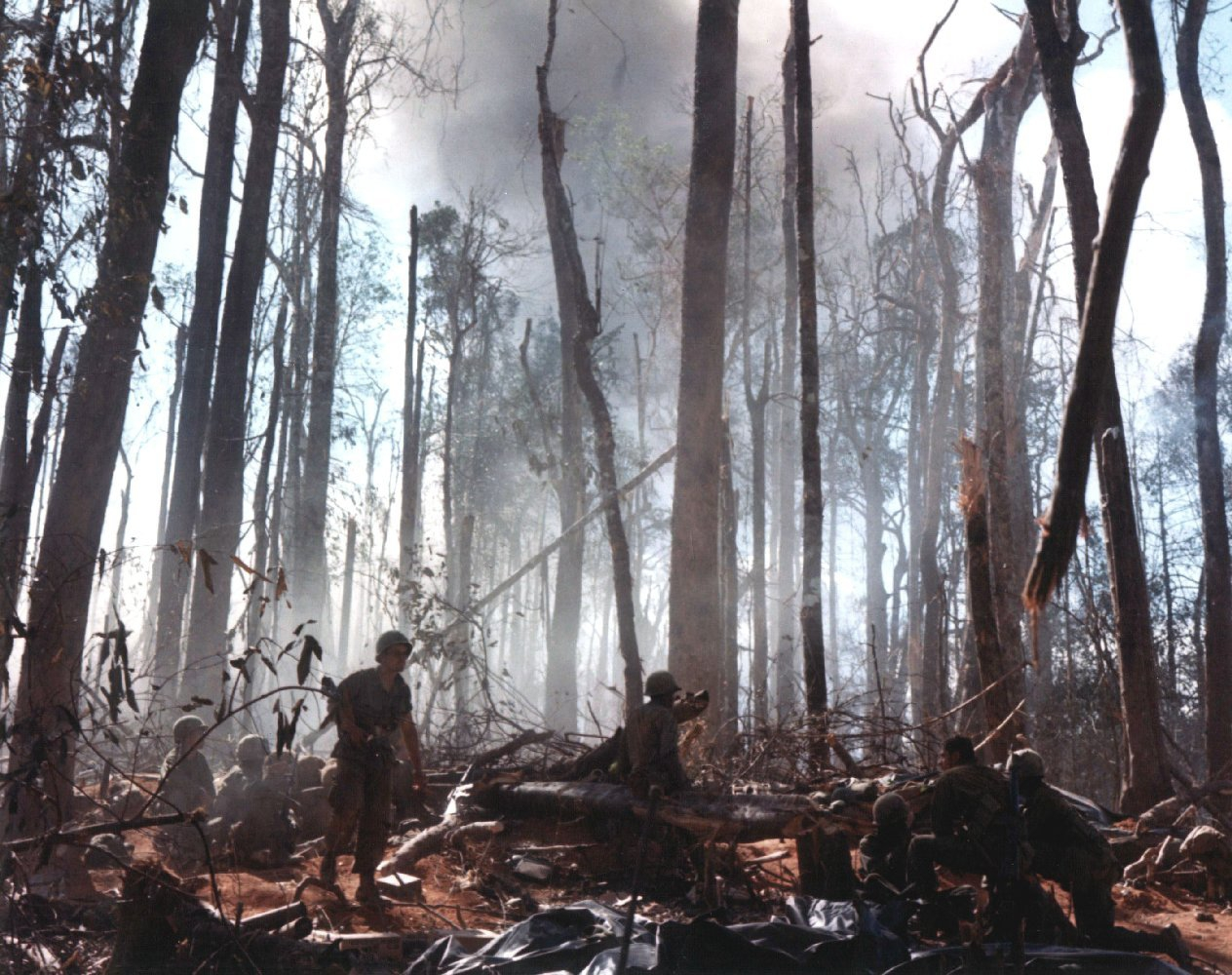
Combate en la Colina 875, la más intensa de las batallas alrededor de Dak To.

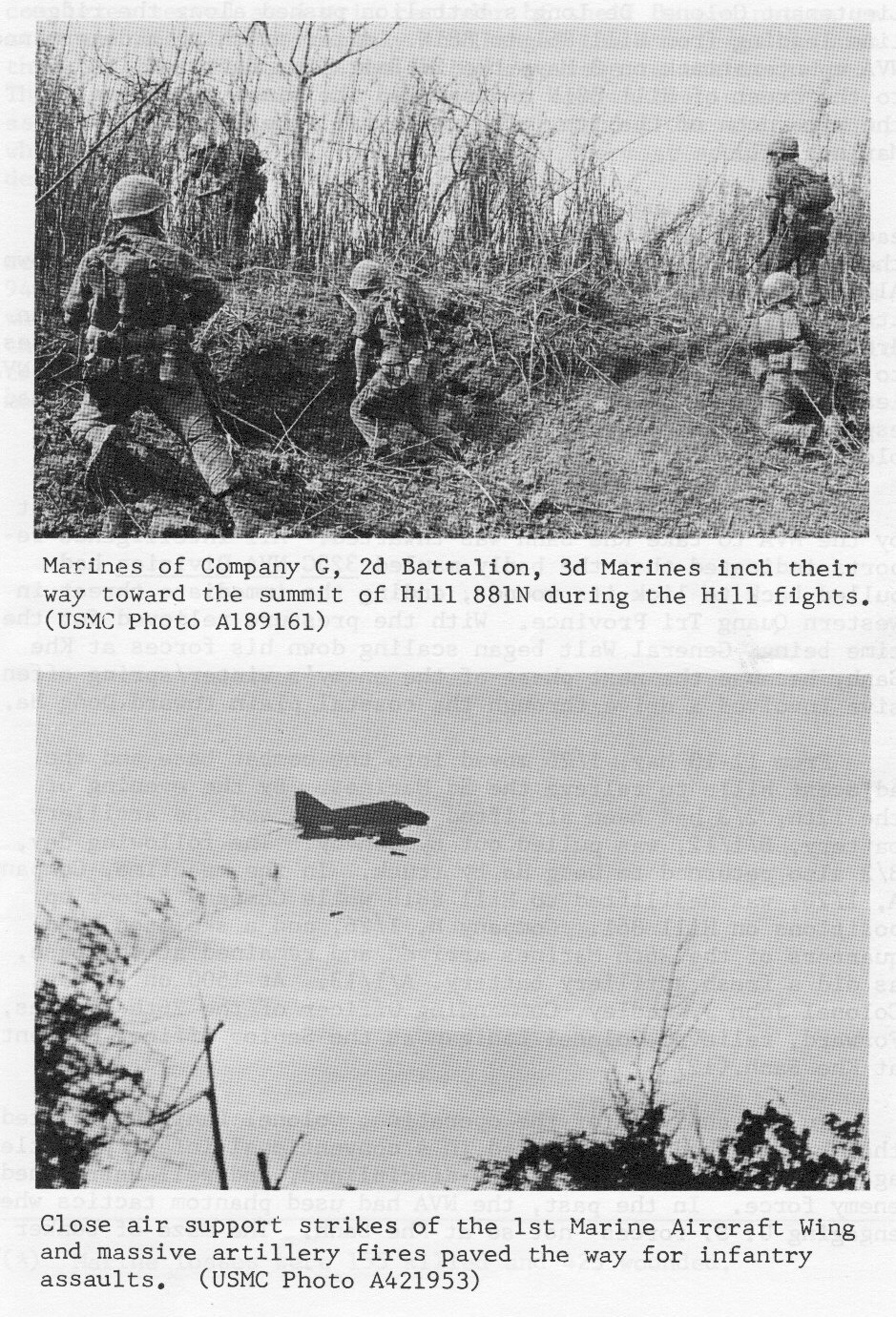
Las luchas en la colina.

Poco antes de comenzar los bombardeos, apareció un oficial del EVN con una bandera blanca junto a las alambradas del recinto. Los marines lo interrogaron y les advirtió de un ataque a gran escala por algunas de las mejores divisiones del norte con apoyo artillero y que terminaría con asaltos en masa. Los oficiales no sabían si tomarlo como un desertor o como un infiltrado para intoxicar la información de que disponía.
Como fue habitual en toda la guerra de Vietnam los servicios de inteligencia no pudieron darles información precisa que confirmara o desmintiera las declaraciones del vietnamita; por lo que decidieron hacerle caso y reformar las defensas.
A las pocas horas comenzó el anunciado bombardeo. Al poco tiempo, una serie de grandes explosiones se produjeron en el polvorín, al ser alcanzado por un obús enemigo. Más de 850 t de municiones y explosivos —algunos autores elevan la cifra a más de 8000— saltaron por los aires, matando a varios soldados. En aquel momento, los estadounidenses estaban en una situación muy crítica, al haber perdido las municiones de reserva.
Pronto la pista fue inutilizada para ser usada por los aviones e incluso por los helicópteros. Ciertamente, los recuerdos de lo vivido por los franceses una década antes se hacían evidentes.

### Westmoreland dispuesto a reescribir la historia

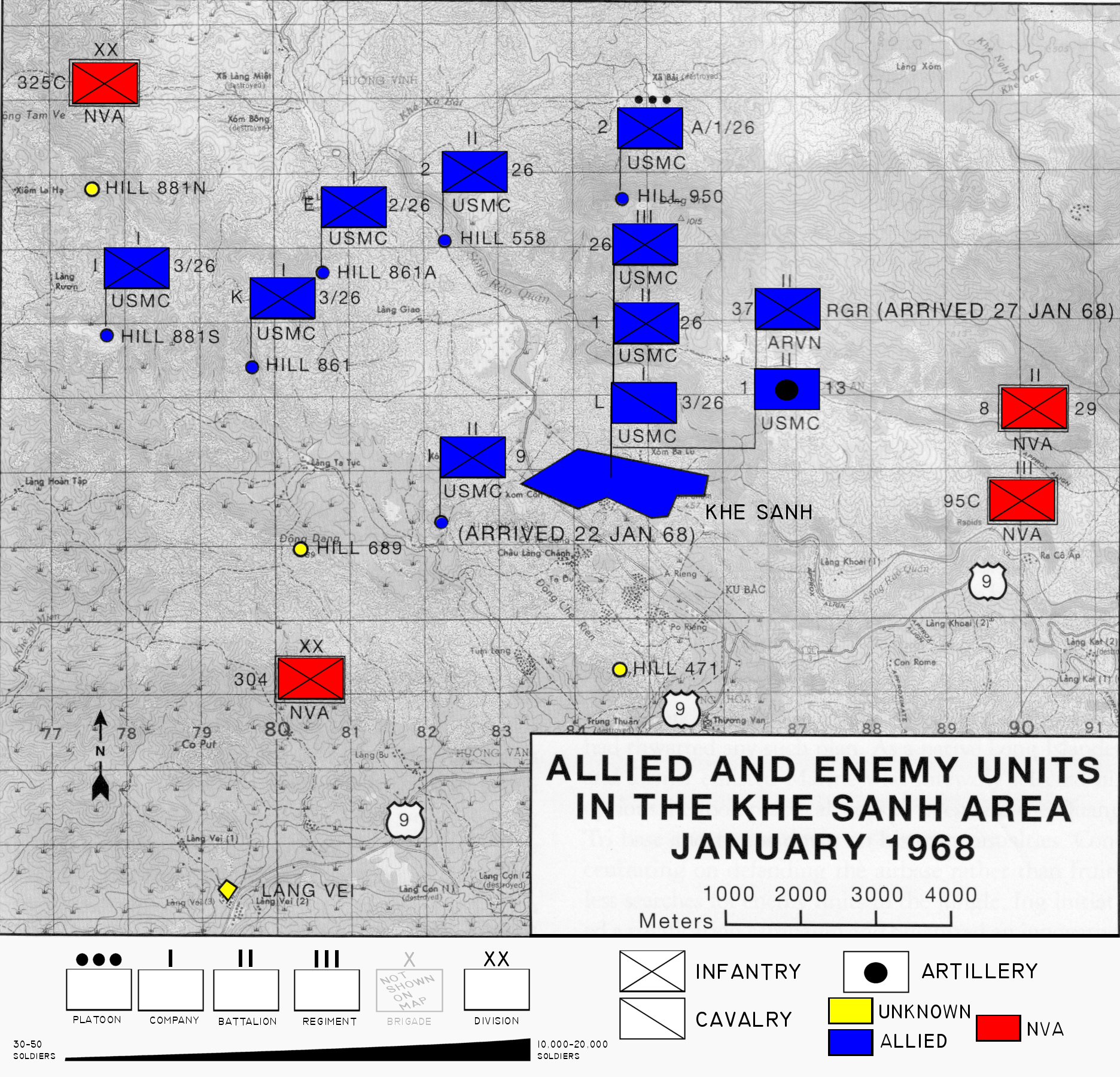
Disposiciones de las fuerzas opuestas, enero de 1968.

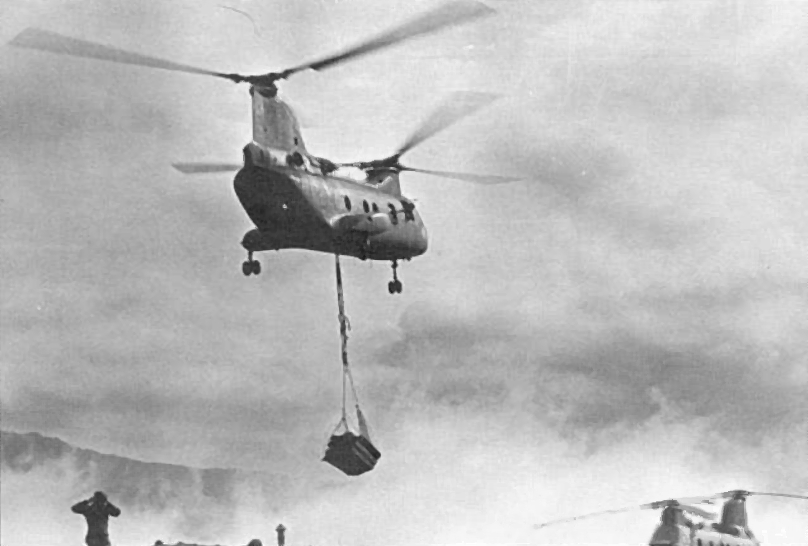
Helicópteros CH-46 abasteciendo la base.

Lo sucedido a los franceses en 1954 no debía repetirse. En aquella ocasión las tropas coloniales disponían de muy pocos helicópteros y respecto a los aviones estuvieron siempre escasos de número o tonelaje. Para el general Westmoreland y su estado mayor, lo sucedido en los años '50 no podía repetirse bajo ningún concepto. Para evitarlo, comenzaron los vuelos de todo tipo de aparatos, llevando cargas en lonas colgando de los helicópteros o en palets dentro de las bodegas.
Como en 1954, la pista pronto quedó inutilizada para los aterrizajes; por eso se desarrolló el sistema de extracción por paracaídas (la carga era colocada en palets y éstas eran extraídas de la bodega de los aviones por un paracaídas) y se hizo un uso intensivo del aprovisionamiento vertical por helicópteros.
Se dio la orden de tomar todas las colinas que podían cercar la base. Varios batallones salieron para cumplir la misión y los combates fueron muy encarnizados, pero finalmente las cotas fueron cayendo una tras otra. Fueron necesarias varias acciones muy heterodoxas para aumentar la moral de las tropas. Por ejemplo, se izó la bandera estadounidense cuando se tomó la cota 881, pese a estar prohibido por no ser territorio de aquel país; pero se toleró por ser necesario para la moral. Al mismo tiempo, se tocaba el himno nacional por las mañanas con los soldados en posición firme, pese al peligro que constituían los francotiradores vietnamitas.

### El final de Lang Vei

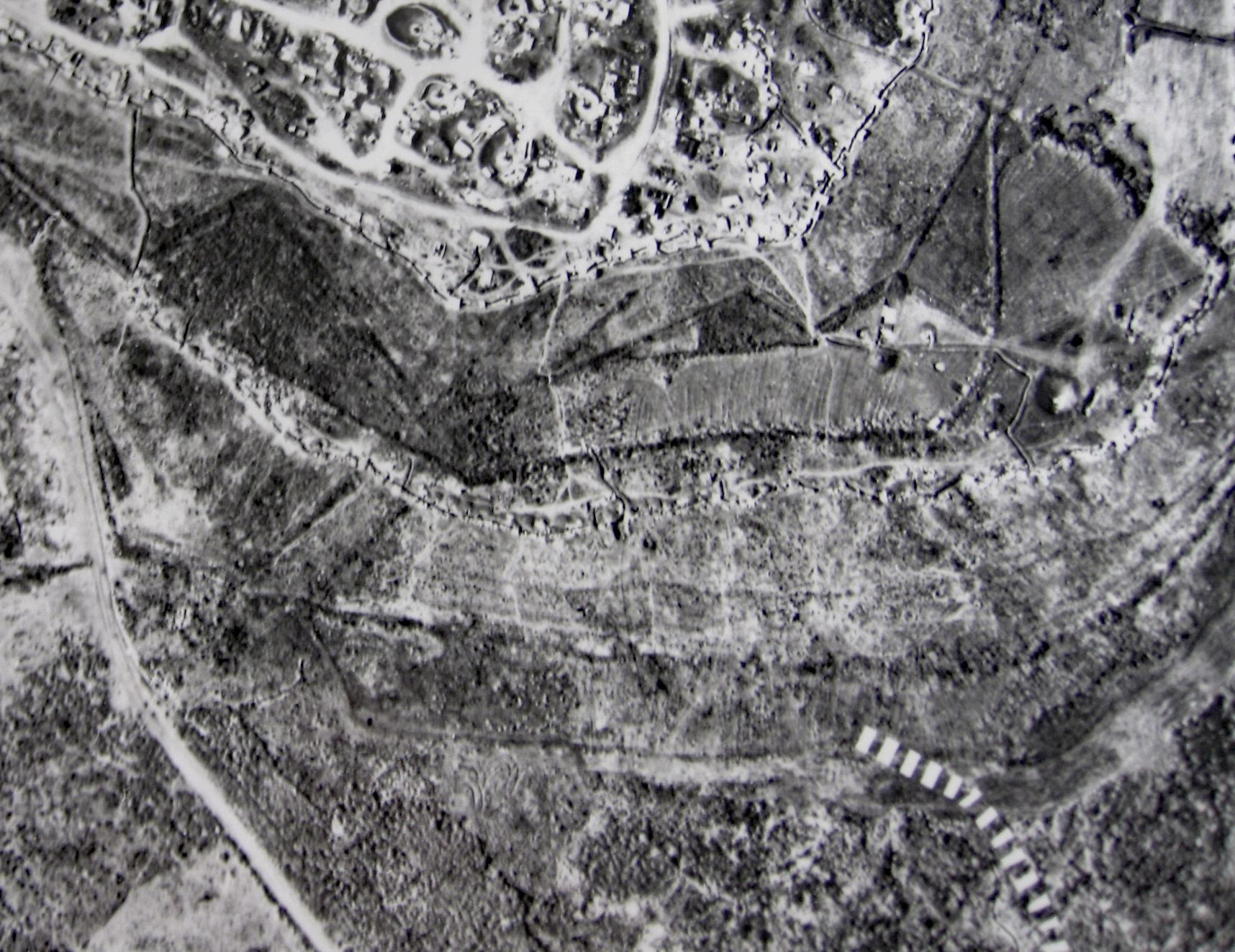
El perímetro de Khe Sanh, 28 de febrero de 1968: Una línea de puntos blanca indica una trinchera del PAVN a solo 200 m del 37.º Regimiento de Rangers del ARVN a lo largo del perímetro sur de Khe Sanh.

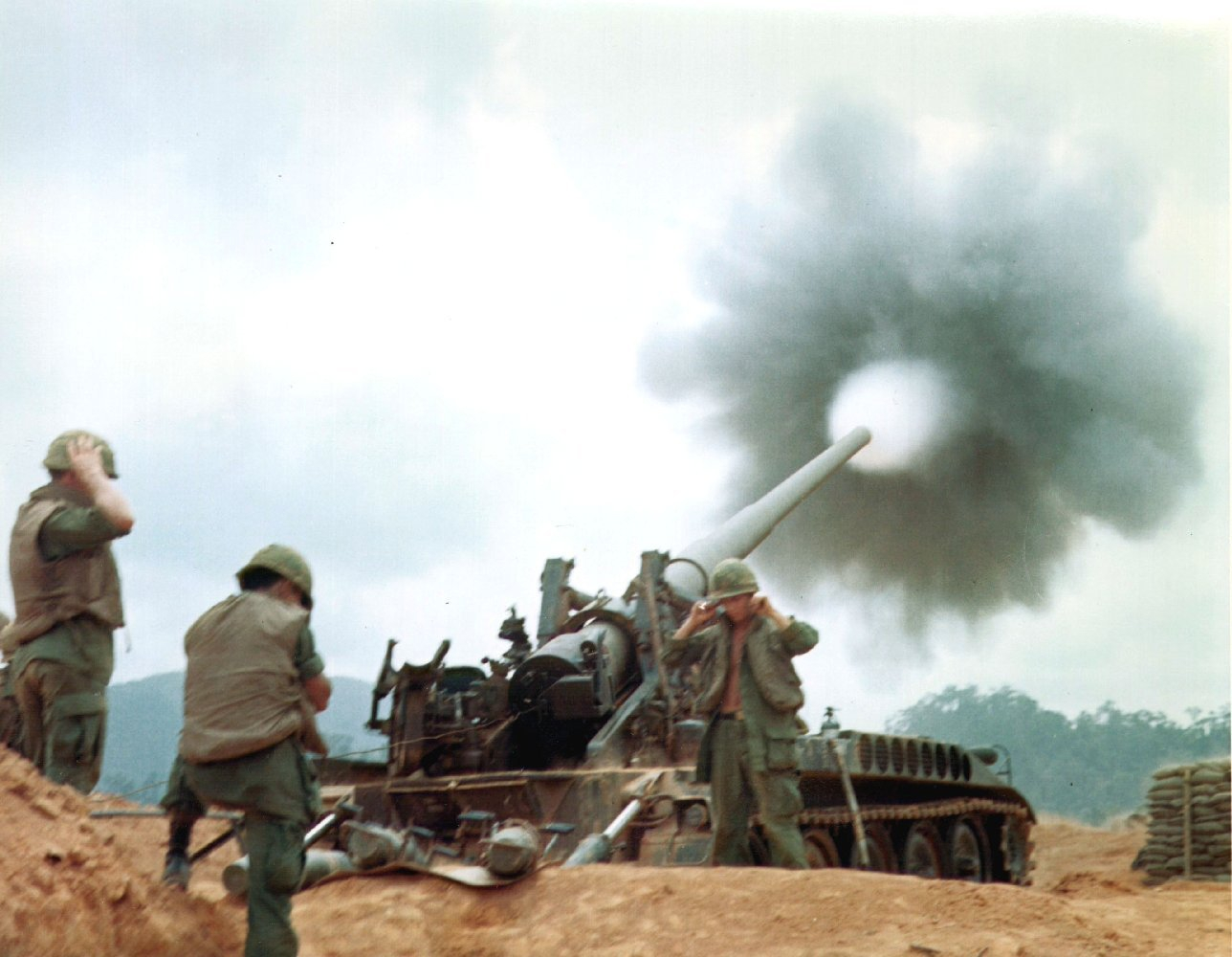
Un M107 de 175 mm del ejército en Camp Carroll proporciona apoyo de fuego a las fuerzas terrestres.

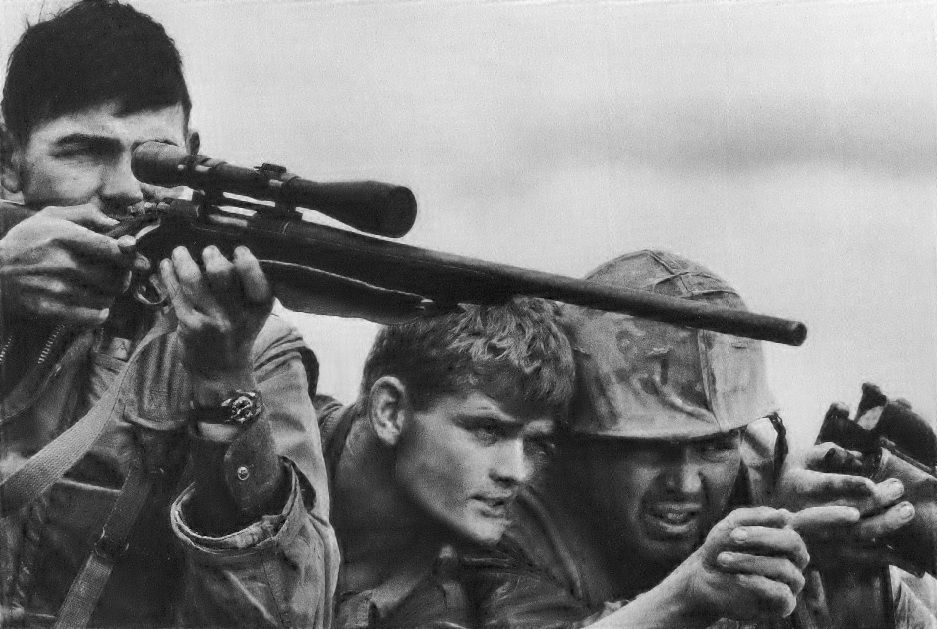
El equipo de francotiradores de la Infantería de Marina busca objetivos en el valle de Khe Sanh.

A unos kilómetros de la base aérea, los boinas verdes tenían su campamento base de Lang Vei. Sabían que podían ser atacados y estuvieron preparándose a y reforzando las defensas. Pero todo resultó inútil.
De madrugada los norvietnamitas atacaron y los tanques que habían conseguido mover por la jungla dejaron asombrados a los estadounidenses que podían esperarse cualquier cosa menos armas pesadas. Las Fuerzas Especiales se defendieron con los pocos cañones sin retroceso de que disponían. Pidieron apoyo artillero y aéreo por radio. Tuvieron varias bajas mientras lograban destruir algunos blindados; pero finalmente toda la posición cayó y el masivo ataque de aviación, artillería y helicópteros artillados no llegó.
Tras la caída de Lang Vei, Khe Sanh estaba prácticamente aislado y sus defensores aguardaban el ataque por tierra. La situación en la base resultaba dantesca. Casi toneladas de excrementos a medio quemar, montañas de desperdicios, hombres durmiendo envueltos en sus ponchos para evitar ser mordidos por las ratas y otros untándose los dedos de mantequilla para ser mordidos, contraer una enfermedad y ser evacuados.
Finalmente el ataque terrestre no se produjo, la posición fue auxiliada y las fuerzas vietnamitas se retiraron. Para los estadounidenses fue una victoria, sin embargo no está claro cuáles fueron las razones para este desenlace.
Para fuentes estadounidenses, la potencia de fuego y los bombardeos de los B-52 fueron los responsables, pues entre enero y marzo de 1968 se realizaron 2700 salidas con 110 000 kg de bombas lanzadas. Una fuerza de tres bombarderos llegaba a la sitiada posición cada 90 minutos arrasando trincheras, búnkeres y demás posiciones vietnamitas. Una de estas fuerzas logró acabar con el 75 % de un regimiento vietnamita de 1800 soldados.
Otra hipótesis es que el cerco había cumplido su misión de distracción, y no era necesario emplear más hombres y tiempo en ello.

## Conclusiones
El Sitio de Khe Sanh sigue presentando multitud de incógnitas, lo mismo que su operación hermana, la Ofensiva del Tet.

### ¿Qué perseguía Giap con el cerco de Khe Sanh?
No existe una respuesta clara para esta pregunta.
- Para los medios occidentales, sobre todo estadounidenses, la operación era un claro intento por parte del General de rememorar la gloriosa victoria en Điện Biên Phủ de 1954. Tanto es así que, según rumores no confirmados, veteranos oficiales franceses viajaron a Saigón para asesorar a los estadounidenses.

- Análisis posteriores han hecho notar que, de ser así, se hubiera realizado algún ataque contra la posición en algún momento. Cosa que nunca sucedió. Por estos motivos se baraja la hipótesis de que Khe Sanh fuese una maniobra de distracción para tener ocupados a decenas de miles de estadounidenses en un rincón perdido del país en lugar de participar en la Ofensiva que estaba a punto de realizarse.

- Por último, hay quien opina que fue el segundo caballo al que apostó el General para lograr, si no una victoria, la salida de las tropas extranjeras tras una derrota considerable. Desde esta perspectiva si el ejército de Vietnam del Sur hubiese colapsado ante la Ofensiva, o si la base hubiese caído, el golpe para la población hubiese sido demasiado duro como para seguir apoyando una guerra como aquella.

Dos cosas son ciertas:
1. Giap logró tomar la base de las Fuerzas Especiales en Lang Vei y con ella la posibilidad de mantener abierta la Ruta Ho Chi Minh en esa zona, además de destruir todo el trabajo realizado por los boinas verdes con las tribus de las montañas.
2. El alto mando de Estados Unidos tuvo delante de sí la batalla convencional que tanto buscaba (vehículos de combate, despliegue de soldados...); pero dejó casi abandonados a sus hombres en las montañas para concentrarse en Keh Sanh.

### ¿Vieron los estadounidenses lo que se pretendía?
Parece que desde un principio Westmoreland consideró a Khe Sanh como una oportunidad de reescribir al historia y así trató de corregir todos los errores cometidos por los franceses:
- El abastecimiento no podía faltar. Si los aviones no podían aterrizar debían inventarse cuantas técnicas hicieran falta para lograr llevar hasta la base alimentos, combustible y sobre todo municiones.
- Las colinas debían quedar bajo su control para evitar el emplazamiento de baterías a contraladera, una de las claves en la derrota francesa. Así se lanzaron varios batallones para tomarlas, incluida la alejada Cota 881.
- Los efectivos debían ser reforzados por medios seguros para asegurar un número suficiente de defensores. Para esto se realizó la Operación Pegasus que supuso una humillación para los sitiados. Después de todo, los marines habían salido y tomado una por una todas las posiciones que les podían amenazar.

Ciertamente lo consiguió, pero al final la posición quedó totalmente aislada y se consideró que no merecía la pena seguir empleando hombres y recursos en ella. Fue otro golpe a la moral que llegó en uno de los peores momentos de conflicto.

## En la cultura popular
Pese a su inutilidad, la defensa de Khe Sanh se convirtió en el imaginario popular de Estados Unidos como un ejemplo de resistencia y de heroicidad. Algunos ejemplos de dicha visión pueden ser:
- En la película El sargento de hierro de Clint Eastwood, tras varias negociaciones con el Pentágono, decidieron cambiar la unidad del protagonista de los paracaidistas a los marines (cuerpo más permisivo con el guion).[6] Así, en una conversación entre el sargento mayor de la unidad y uno de los soldados este pregunta por la suerte de un soldado muy nombrado entre ellos, a lo que el sargento responde «Lo mataron en Khe Sanh en el 68».
- En Taps, más allá del honor el General de la Academia recuerda a los caídos de esa academia ante un desfile con la frase:

Hombres que lo dieron todo. En México, en la gran catástrofe de la Guerra Civil, en Flandes, en Argonne, en las selvas de Filipinas y en la playa de Omaha, en las nieves de Bastogne, en el Delta del Mekong, en el Sitio de Khe Sanh.

- Bruce Springsteen en su canción Born in the USA menciona haber perdido un hermano defendiendo Khe Sanh.
- En Call of Duty: Black Ops, uno de los niveles muestra al jugador y a varios aliados suyos defendiendo Khe Sanh, incluso participando en la destrucción de varios T-55.
- Cuando Barack Obama dio su primer discurso como Presidente de los Estados Unidos, citó a Khe Sanh como «un ejemplo de heroísmo de parte de los soldados junto a Lexington, Gettysburg y Normandía.»